# Torta di compleanno

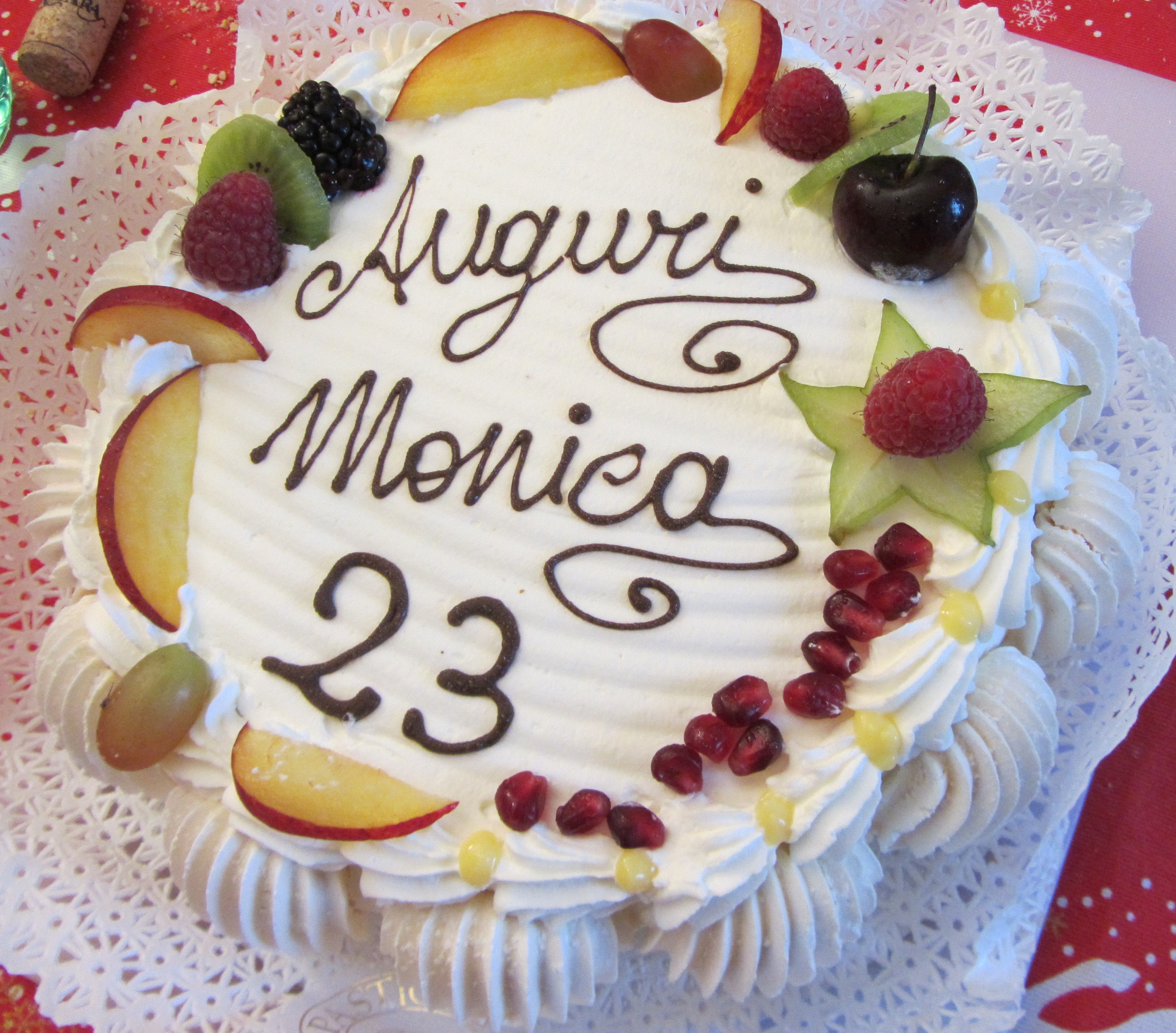
Una torta di compleanno con dedica, prima di apporre le candeline

Una torta di compleanno è un dolce servito come parte di una festa di compleanno, spesso una torta a strati decorata con glassa e servita con piccole candele accese in cima che rappresentano l'età del celebrante. Altre variazioni includono cupcakes, cake pops, pasticcini e crostate. La torta è spesso decorata con auguri di compleanno e il nome del celebrante.

## Caratteristiche
A differenza delle torte tradizionali, solitamente la torta di compleanno viene decorata con il nome della persona o un messaggio di auguri, e spesso anche con delle candele, solitamente una per ogni anno di vita del festeggiato; è generalmente una torta ricca di decorazioni.

## Storia

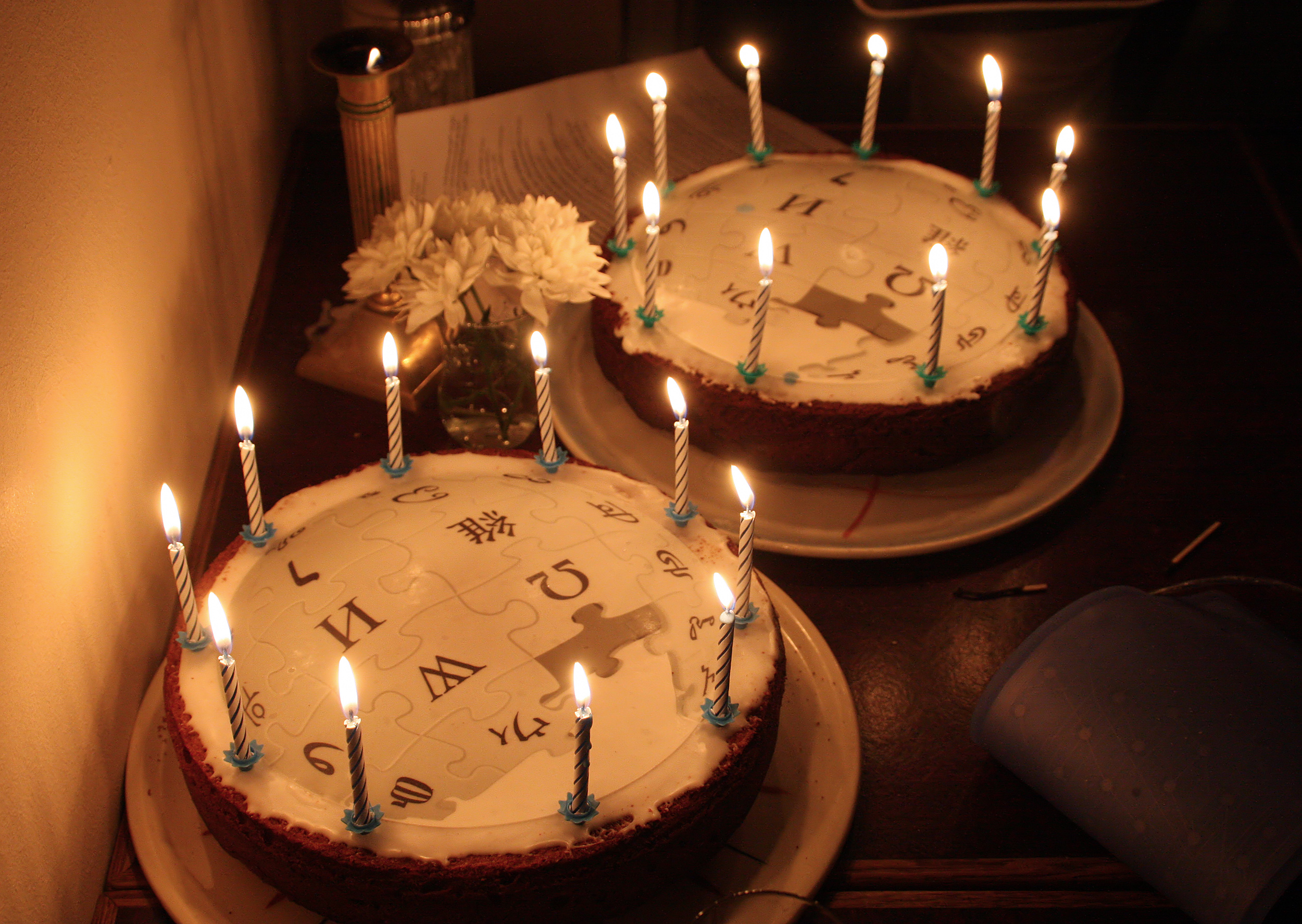
Torte con candeline accese, per festeggiare i 10 anni di Wikipedia.

L'usanza della torta di compleanno e della grande festa ad essa legata per festeggiare l'avanzamento dell'età è molto lontana e tendenzialmente occidentale ma le sue origini sono geograficamente più estese. Così come li conosciamo oggi, il dolce e la festa di compleanno sono direttamente derivati dagli antichi Greci, i quali avevano preso ispirazione da altri due popoli antichi: gli Egizi e i Persiani. I primi usavano festeggiare il compleanno del Faraone rendendogli omaggio ogni forma di cibo prelibato disponibile; i Persiani invece, erano molto legati alla pasticceria e adottavano l'uso dei dolci per rendere omaggio al festeggiato.
I Greci quindi unirono le due usanze in un rito che sta alla base della tradizionale torta di compleanno così come la conosciamo oggi. Per rendere omaggio alla dea Artemide, custode della Luna, ricreavano dolci tondi che richiamassero la forma di essa, e per renderli splendenti li decoravano con candele. I dolci erano tondi e bianchi, realizzati con farina e miele.

### Altre usanze tradizionali
Il rito di spegnere le candeline soffiandoci sopra, dopo aver espresso un desiderio, deriva da un'antica usanza magica, per la quale anticamente, già alla nascita di un bambino doveva venire acceso un cero, simboleggiante la vita, per proteggerlo dagli spiriti maligni, generalmente associati all'oscurità. Quest'usanza si sarebbe perpetuata nello spegnimento delle candele che vengono incrementate ad ogni compleanno in occasione della torta da consumare nel festeggiamento.
Per questo in alcuni paesi esiste la tradizione di aggiungere un'ulteriore candela come buon auspicio, perché una rappresenta quella iniziale della nascita.
Quando le candele vengono accese, tutti (eccetto il festeggiato) cantano Buon compleanno. Il festeggiato è chiamato a questo punto ad esprimere un desiderio prima di soffiare su di esse, e se si spengono tutte in una volta il desiderio si avvera: essendo infatti le candele un simbolo di vita, tale capacità significa saper controllare il proprio destino. Un'altra tradizione è di cancellare il nome della persona per scaramanzia, prima di tagliare la torta e servirla.
L'usanza di esprimere un desiderio deriva inoltre dall'antica credenza magico-popolare che il fumo, grazie ai poteri del fuoco, trasportasse in cielo i desideri e le intenzioni.

### Tecnologie moderne
Con l'avanzare del tempo tradizioni antiche hanno ceduto il campo a nuove usanze derivate anche da nuove tecnologie: un brevetto statunitense (numero 6.319.530), per esempio, riguarda un metodo di fotocopiare un'immagine su un supporto commestibile per decorare cibi cotti surgelati. Questa invenzione permette di stampare a getto d'inchiostro una fotografia a colori commestibili sulla superficie della torta.